# Dolce Vita (profumo)
Dolce Vita è un profumo commercializzato dalla casa di moda Dior dal 1995.

## Storia e filosofia

Confezione del profumo Dolce Vita.

Immesso sul mercato nel 1995, accompagnato da una serie di spot televisivi in bianco e nero, il profumo Dolce Vita è stato creato dai profumieri Pierre Bourdon e Maurice Roger che in passato avevano creato alcune fragranze per Yves Saint Laurent e per la Shiseido. Il design del flacone, molto tondeggiante, è opera di Serge Mansau.
Nelle intenzioni dei suoi creatori Dolce Vita di Dior è "la fragranza della felicità", che dovrebbe richiamare alla mente le atmosfere dei film sentimentali degli anni sessanta ambientati sulla riviera italiana. Anche in quest'ottica la scelta del nome (riferimento al celebre film La dolce vita di Federico Fellini), del colore della confezione (giallo) e delle note olfattive, principalmente floreali e speziate.
Nel 1998 Dolce Vita è stato affiancato sul mercato da Eau de Dolce Vita, fragranza più leggera, che enfatizza le note floreali. Come molti profumi di Dior, la presenza di Dolce Vita nei negozi è stata discontinua, benché almeno in Europa la produzione e vendita del profumo non è mai stata interrotta.

## Riconoscimenti
Dolce Vita è stato insignito del riconoscimento FiFi Award come "profumo femminile europeo dell'anno" nel 1996.